# Solna landsfiskalsdistrikt
Solna landsfiskalsdistrikt var 1918–1964 ett landsfiskalsdistrikt i Stockholms län, bildat när Sveriges indelning i landsfiskalsdistrikt trädde i kraft den 1 januari 1918, enligt beslut den 7 september 1917. Den 1 januari 1965 avskaffades i Sverige samtliga landsfiskaler och landsfiskalsdistrikt, och deras arbetsuppgifter delades upp på de nyskapade indelningarna polisdistrikt, åklagardistrikt och kronofogdedistrikt.
Den 1 juli 1945 (enligt beslut den 29 juni 1945) fick landsfiskalsdistriktet två anställda landsfiskaler: den ena som polischef och allmän åklagare, och den andra som utmätningsman. Den 1 januari 1949 utökades antalet landsfiskaler till tre: en polischef och allmän åklagare, en allmän åklagare, och en utmätningsman. Polischefen-åklagraren skulle vara förman för åklagaren.
Landsfiskalsdistriktet låg under länsstyrelsen i Stockholms län.

## Ingående områden
Den 1 januari 1943 ombildades Solna landskommun till Solna stad. När Sveriges nya indelning i landsfiskalsdistrikt trädde i kraft den 1 januari 1952 (enligt kungörelsen 1 juni 1951) ändrades inte distriktets omfattning.

### Från 1918
Danderyds skeppslag:
- Solna landskommun

### Från 1943
- Solna stad